# SummerSlam 2017
SummerSlam 2017 è stata la trentesima edizione dell'omonimo evento in pay-per-view prodotto annualmente dalla WWE. L'evento si è svolto il 20 agosto 2017 al Barclays Center di Brooklyn (New York).

## Storyline
Il 9 luglio, a Great Balls of Fire, Brock Lesnar ha difeso con successo l'Universal Championship contro Samoa Joe. Nella successiva puntata di Raw del 10 luglio Joe ha preteso un rematch titolato contro Lesnar, ma ha avuto un confronto anche con Roman Reigns; di conseguenza, il General Manager di Raw, Kurt Angle, ha sancito un match tra Joe e Reigns per la puntata di Raw del 17 luglio, dove il vincitore affronterà Lesnar a SummerSlam con in palio lo Universal Championship. Tuttavia, il 17 luglio, il match tra Joe e Reigns è terminato in no-contest a causa dell'interferenza di Braun Strowman, che ha attaccato entrambi. Successivamente, infine, nella puntata di Raw del 24 luglio il General Manager Kurt Angle ha sancito un Fatal 4-Way match tra Lesnar, Strowman, Reigns e Joe per lo Universal Championship a SummerSlam. Nella puntata di Raw del 31 luglio Paul Heyman, lamentandosi con Angle per la decisione presa, ha annunciato che, in caso di perdita del titolo da parte di Lesnar a SummerSlam, sia lui che il suo assistito abbandoneranno la WWE.
Nella puntata di SmackDown dell'11 luglio, il General Manager Daniel Bryan ha sancito un Fatal 5-Way Elimination match, per determinare la contendente nº1 allo SmackDown Women's Championship di Naomi, nel quale si affronteranno Becky Lynch, Charlotte Flair, Lana, Natalya e Tamina. Tutto ciò è dovuto al fatto che, dopo aver sconfitto per tre volte consecutive Lana in un match titolato, l'attuale campionessa Naomi si è ritrovata priva di una prima sfidante al suo titolo. La vincitrice di questo Fatal 5-Way match, che si terrà a Battleground, affronterà Naomi in un match per il titolo a Summerslam. A Battleground, Natalya ha vinto il match eliminando per ultima Charlotte. Di conseguenza, a SummerSlam, Natalya affronterà Naomi per lo SmackDown Women's Championship.
Il 9 luglio, a Great Balls of Fire, Sasha Banks ha sconfitto Alexa Bliss per count-out ma quest'ultima ha comunque mantenuto il Raw Women's Championship. Nella puntata di Raw del 24 luglio Bayley ha sconfitto Sasha Banks, guadagnando dunque l'accesso al match contro Alexa Bliss per il WWE Raw Women's Championship a SummerSlam. Tuttavia, durante il match contro Nia Jax il 31 luglio a Raw, Bayley si è infortunata alla spalla, venendo costretta a rinunciare al suo match contro Alexa Bliss. Di conseguenza, sono stati annunciati due Triple Threat match nella puntata di Raw del 7 agosto per decretare le due sfidanti che si affronteranno nella puntata di Raw del 14 agosto con in palio lo status di contendente n°1 al titolo per SummerSlam. Tali match sono stati vinti da Sasha Banks e Nia Jax, le quali si sono affrontate nella puntata di Raw del 14 agosto ed è stata la Banks a trionfare. Un match tra Alexa Bliss e Sasha Banks per SummerSlam con in palio il Raw Women's Championship è stato dunque sancito.
Il 23 luglio, a Battleground, Jinder Mahal ha difeso il WWE Championship contro Randy Orton in un Punjabi Prison match, grazie all'intervento dei Singh Brothers (Samir Singh e Sunil Singh) e di The Great Khali, al suo ritorno in WWE. Nella puntata del 25 luglio di SmackDown, Mahal ha richiesto un nuovo avversario da affrontare a SummerSlam, e John Cena ha fatto il suo ingresso per accogliere l'invito del campione e sfidarlo. Il General Manager Daniel Bryan, però, ha spiegato a Cena che la sua opportunità dovrà guadagnarsela e, perciò, ha stabilito un match tra lui e Shinsuke Nakamura per la settimana successiva, in cui chi ne uscirà vincitore diventerà il primo contendente al titolo e avrà la possibilità di affrontare Mahal a SummerSlam. Nella puntata del 1º agosto il match è stato vinto da Nakamura e, pertanto, sfiderà Mahal a SummerSlam.
Il 1º agosto è stato annunciato il match tra Neville e Akira Tozawa per il Cruiserweight Championship, dopo che Tozawa ha sconfitto Ariya Daivari in un match, svoltosi a 205 Live, per determinare il primo sfidante al titolo dei pesi leggeri a SummerSlam. Tuttavia, nella puntata di Raw del 14 agosto Tozawa ha sconfitto Neville, conquistando così il Cruiserweight Championship. Il match di SummerSlam è rimasto dunque invariato salvo lo scambio dei campioni.
A Battleground, Kevin Owens ha sconfitto AJ Styles e riconquistato lo United States Championship. Nella successiva puntata di SmackDown, Styles e Chris Jericho, al suo ritorno in WWE, si sono confrontati con Owens e hanno richiesto un match per il titolo. Il Commissioner Shane McMahon, dopo il confronto, ha sancito un Triple Threat match, svoltosi la sera stessa e vinto da Styles, diventando nuovamente campione. La settimana seguente, avviene il rematch per il titolo tra Owens e Styles, dove ne esce vincitore quest'ultimo, ma in maniera rocambolesca. Infatti, durante il match, Owens, dopo aver colpito involontariamente al volto l'arbitro, è stato schienato da Styles con un roll-up, ma senza che l'arbitro, ancora stordito dal colpo subito, si accorgesse della spalla alzata di Owens prima del terzo conteggio. Owens, visibilmente furente dopo l'accaduto, ha addossato tutte le colpe per la sua sconfitta all'arbitro, ritenendolo non "all'altezza" e per nulla imparziale. Perciò, ha richiesto, oltre a un rematch per il titolo, anche un arbitro che sapesse fare il proprio lavoro. Il General Manager Daniel Bryan, dopo aver accolto le sue richieste, ha stabilito un rematch tra i due per SummerSlam, designando come arbitro speciale Shane McMahon.
Nella puntata del 1º agosto di SmackDown, Rusev ha lanciato una "Open Challenge" a qualsiasi wrestler del roster per affrontarlo a SummerSlam. Randy Orton ha accettato la sfida di Rusev prima di attaccarlo con una RKO.
A Battleground, il New Day rappresentato da Kofi Kingston e Xavier Woods ha sconfitto gli Usos e conquistato lo SmackDown Tag Team Championship. Nella successiva puntata di SmackDown, il New Day, mentre stava facendo il suo ingresso, è stato attaccato dagli Usos. La settimana seguente, gli Usos sono entrati in scena sbeffeggiando il New Day e reclamando un rematch per il titolo. Il 5 agosto è stato annunciato il match tra i due team per SummerSlam.
A Great Balls of Fire, Big Cass ha sconfitto Enzo Amore.
La sera seguente a Raw, Cass si è auto elogiato per la propria vittoria contro Amore, ma Big Show l'ha interrotto ed è entrato per confrontarsi con lui, attaccandolo poco dopo e facendolo fuggire dal ring. Nella puntata del 17 luglio, Amore, dopo aver deriso Cass per i fatti successi nella puntata precedente, ha avuto uno scontro verbale con Cass, ma Show è intervenuto per salvare Amore dal tentativo di attacco da parte di Cass. I due sono stati poi atterrati da Cass. La settimana successiva, Amore e Cass si sono affrontati in un rematch, dove ad uscirne vincitore è stato nuovamente quest'ultimo. Subito dopo il match, Cass ha continuato ad attaccare Amore e nonostante l'intervento di Show in aiuto di Amore, i due sono stati atterrati per l'ennesima volta da Cass. Il 31 luglio, Cass ha vinto per squalifica il match contro Big Show, dopo essere stato attaccato da Amore durante il match. Successivamente, Cass ha messo al tappeto Amore con un big boot ed è stato a sua volta colpito dal KO Punch di Show. Nella puntata del 7 agosto, Luke Gallows e Karl Anderson hanno sconfitto Amore e Show grazie alla distrazione di Cass ai danni di questi ultimi. Terminato il match, Cass ha attaccato prima Show e poi Amore, ma Show, dopo essersi rialzato, l'ha colpito e steso con il suo KO Punch. Durante la stessa puntata, Cass si è confrontato con il General Manager Kurt Angle e ha richiesto un match contro Big Show per SummerSlam, ma a condizione che Amore venga bandito dall'intero Stato di New York, cioè dove si terrà SummerSlam. Angle, una volta ascoltata la sua richiesta, ha proposto a Cass di rinchiudere Amore in una gabbia per squali che sarà sospesa sul ring. Cass accetta la proposta, permettendo così a Angle di ufficializzare il match tra Cass e Show per SummerSlam.
Nella puntata di Raw del 17 luglio, Finn Bálor, dopo aver affrontato e vinto il match per squalifica contro Elias, è stato bloccato da Bray Wyatt, apparso sullo schermo del titantron, mentre faceva ritorno nel backstage. Wyatt, prima deride Bálor e poi lo minaccia dicendogli che sarà il suo peggior incubo e che si divertirà ad usare il suo "potere" su di lui. La settimana successiva, Bálor è stato sconfitto in un No Disqualification match da Elias, a causa dell'intervento di Wyatt che l'ha attaccato con la sua finisher Sister Abigail. Nella puntata del 31 luglio, Wyatt, dopo aver fatto il suo monologo sul ring, è stato attaccato da Bálor, apparso a sorpresa alle sue spalle. La settimana seguente, Wyatt ha fatto il suo ingresso all'improvviso sul ring, in seguito al discorso tenuto da Bálor su di lui. I due hanno iniziato a combattere, ma poco dopo le luci dell'arena si sono spente e quando si sono riaccese, Wyatt è apparso sullo schermo del titantron, beffandosi di Bálor. Conseguentemente, è stato annunciato il match tra Wyatt e Bálor per SummerSlam.
Dopo la puntata del 1º agosto di SmackDown, Shinsuke Nakamura è stato attaccato dal Mr. Money in the Bank Baron Corbin, in seguito al match vinto contro John Cena per determinare il contendente n°1 al WWE Championship. Cena, accortosi dell'attacco di Corbin, è intervenuto in aiuto di Nakamura, scaraventando Corbin contro il tavolo dei commentatori con una Attitude Adjustment. La settimana successiva, il General Manager Daniel Bryan ha decretato un match tra Corbin e Cena per SummerSlam. Nell'ultimo episodio di SmackDown prima di SummerSlam, Corbin ha attaccato Cena durante un match non titolato tra il bostoniano e Jinder Mahal facendo terminare l'incontro in squalifica. Dopodiché, Corbin ha deciso di incassare il suo Money in the Bank contract per un immediato match titolato al WWE Championship di Mahal, ma una distrazione da parte di Cena ha permesso al campione di sconfiggere Corbin con un roll-up vanificando l'incasso della valigetta.
Nella puntata di Raw del 14 agosto, Dean Ambrose e Seth Rollins si sono riuniti dopo aver respinto i Raw Tag Team Champions Cesaro e Sheamus. Kurt Angle, General Manager del roster rosso, ha così stabilito un incontro tra i due team per SummerSlam con in palio il titolo di coppia.
Durante la puntata di Raw del 29 maggio, il commentatore Corey Graves ha ricevuto sul proprio cellulare un messaggio di testo riguardante il General Manager Kurt Angle. Angle, dopo essere stato avvisato da Graves, ha detto che il contenuto del messaggio potrebbe rovinarlo se venisse rivelato. Nelle successive settimane, sia Angle sia Graves hanno continuato a ricevere gli stessi messaggi relativi a questa delicata faccenda privata. Nella puntata del 10 luglio, Graves si è confrontato con Angle chiedendogli quali sarebbero state le sue prossime mosse al riguardo e in che modo avrebbe fatto chiarezza. Angle ha affermato che tutte le risposte del caso verranno date la settimana seguente, anche se tali rivelazioni potrebbero fargli perdere il ruolo di General Manager o, peggio ancora, la sua famiglia. Durante la stessa sera, Angle ha contattato una persona non identificata, invitandola a presentarsi la settimana successiva per mettere fine alla questione. Il 17 luglio, Angle ha rivelato, dopo settimane di mistero, che Jason Jordan, membro degli American Alpha, è suo figlio illegittimo (kayfabe) e che farà parte del roster di Raw. La settimana successiva, Jordan ha sconfitto Curt Hawkins nel suo match di debutto a Raw. Nella puntata del 31 luglio, Jordan ha partecipato come ospite speciale al Miz Tv, show dell'Intercontinental Champion The Miz, dove gli è stato proposto dallo stesso Miz di far parte del suo Miztourage. Jordan, una volta declinato l'offerta, è stato accusato da Miz di essere il "figlio prediletto" del General Manager e per questo può "permettersi" di decidere come crede. Successivamente, dopo una breve discussione, Miz ha tentato di attaccare Jordan, venendo però respinto da quest'ultimo. Nella puntata del 14 agosto, Jordan ha sconfitto The Miz per squalifica dopo essere stato attaccato dal Miztourage. Poco dopo il match, gli Hardy Boyz sono intervenuti in aiuto di Jordan e ciò ha portato ad un Six-man Tag Team match svoltosi la sera stessa tra The Miz e il Miztourage contro gli Hardy Boyz e Jordan, vinto da questi ultimi. Il 17 agosto, la WWE ha annunciato un rematch tra i due team per SummerSlam.

## Risultati
| #       | Incontri                                                                                 | Stipulazioni                                              | Durata |
| ------- | ---------------------------------------------------------------------------------------- | --------------------------------------------------------- | ------ |
| Kickoff | The Miz e il Miztourage (con Maryse) hanno sconfitto Jason Jordan e gli Hardy Boyz       | Six-man tag team match                                    | 11:20  |
| Kickoff | Neville ha sconfitto Akira Tozawa (c) (con Titus O'Neil)                                 | Single match per il WWE Cruiserweight Championship        | 11:45  |
| Kickoff | Gli Usos hanno sconfitto il New Day (c) (con Kofi Kingston)                              | Tag team match per il WWE SmackDown Tag Team Championship | 19:20  |
| 1       | John Cena ha sconfitto Baron Corbin                                                      | Single match                                              | 10:15  |
| 2       | Natalya ha sconfitto Naomi (c) per sottomissione                                         | Single match per il WWE SmackDown Women's Championship    | 11:10  |
| 3       | Big Cass ha sconfitto Big Show                                                           | Single match                                              | 10:30  |
| 4       | Randy Orton ha sconfitto Rusev                                                           | Single match                                              | 00:10  |
| 5       | Sasha Banks ha sconfitto Alexa Bliss (c) per sottomissione                               | Single match per il WWE Raw Women's Championship          | 13:10  |
| 6       | Finn Bálor ha sconfitto Bray Wyatt                                                       | Single match                                              | 10:40  |
| 7       | Dean Ambrose e Seth Rollins hanno sconfitto il Bar (c)                                   | Tag team match per il WWE Raw Tag Team Championship       | 18:35  |
| 8       | AJ Styles (c) ha sconfitto Kevin Owens                                                   | Single match per il WWE United States Championship        | 17:20  |
| 9       | Jinder Mahal (c) (con i Singh Brothers) ha sconfitto Shinsuke Nakamura                   | Single match per il WWE Championship                      | 11:25  |
| 10      | Brock Lesnar (c) (con Paul Heyman) ha sconfitto Braun Strowman, Roman Reigns e Samoa Joe | Fatal four-way match per il WWE Universal Championship    | 20:45  |